# سسک سبز بیدی
سسک سبز بیدی یا سسک سبز (Phylloscopus nitidus) که با نام‌های سسک بیدی سبز یا سسک برگی سبز نیز شناخته می‌شود، نوعی سسک برگی است که در کوه‌های قفقاز در جنوب مرکزی اروپا یافت می‌شود.
این گونه بیشتر به سسک سبز زیتونی وابسته است، اما رنگ آن روشن‌تر است و زیرتنه آن بسیار زردتر است. دارای یک نوار بالی قوی و یک نوار بالی ضعیف مخصوصاً در پرندگان جوان است.